# Idotea obscura
Idotea obscura är en kräftdjursart som beskrevs av Rafi 1972. Idotea obscura ingår i släktet Idotea och familjen tånglöss. Inga underarter finns listade i Catalogue of Life.